# Cupriavidus plantarum
Cupriavidus plantarum es una bacteria del género de Cupriavidus qué ha sido aislada de las rizosferas de las plantas de agave, maíz y sorgo.